# Frugi
Frugi  (en llatí Frugi que vol dir "honest") va ser un sobrenom del cònsol Luci Calpurni Pisó, cònsol l'any 133 aC, que després van portar també alguns dels seus descendents fins al segle ii.